# Staubkind
Staubkind ist eine 2004 gegründete Berliner Pop-Rock-Band.

## Geschichte
Der aus Dresden stammende Sänger und Gitarrist Louis Manke (Gesang) gründete das Projekt Staubkind im Jahr 2004. Im gleichen Jahr erschienen die erste Single Keine Sonne und das Debütalbum Traumfänger bei dem Berliner Independent-Label Fear Section des Sängers und Musikers Chris Pohl.
Am 31. Januar 2004 trat die Gruppe das erste Mal offiziell auf. Am 3. April 2004 spielte die Band ihren ersten Auftritt im Vorprogramm der Gruppe Unheilig im Sommercasino in Basel. Ihren ersten großen Festival-Auftritt hatte die Band beim 13. Wave-Gotik-Treffen in Leipzig. Im Herbst 2004 schloss sich eine eigene Tournee in Deutschland an, welche bis ins Jahr 2005 reichte. Am 31. Januar 2005 wurde das Debüt Traumfänger mit Remixen und dem neuen Bonustrack Viel Mehr wiederveröffentlicht. Zu dem neuen Lied Viel Mehr wurde das erste Musikvideo von Staubkind gedreht. Am 1. Oktober 2005 veröffentlichte Staubkind drei neue Songs und zwei Live aufgenommene Stücke als EP unter dem Titel Ausgebrannt.
In den Jahren 2005 und 2006 tourte die Gruppe live durch Deutschland und trat erneut beim Wave-Gotik-Treffen in Leipzig, sowie beim M’era Luna Festival in Hildesheim, auf. Im Oktober 2007 erschien das zweite Album Zu weit. Mit diesem Album ging die Band für zwei weitere Jahre bis 2009 auf Deutschlandtour, inklusive weiterer Auftritte auf dem Wave-Gotik-Treffen. Unterdessen wurde Staubkind für die Konzertreihe Unheilig & Friends von Unheilig eingeladen. Weitere Tourneen folgten in den darauffolgenden Jahren.
Louis Manke wechselte 2012 den Vertragspartner der Band und unterzeichnete beim Label Out of Line. Dort erschienen am 24. Februar und am 15. Juni 2012 die Singles Kannst du mich seh’n und So nah bei mir. Zu beiden Vorabsingles erschienen Musikvideos. Am 29. Juni 2012 folgte das dritte selbstbetitelte Album, das in Zusammenarbeit mit dem Unheilig-Produzenten Henning Verlage in den Principal Studios in Senden entstanden ist. Das Album erreichte Platz 37 der Deutschen Albumcharts, hielt sich dort neun Wochen und stieg ebenfalls in die Albumcharts in Österreich (Platz 57) und in der Schweiz (Platz 87) ein. Im Sommer 2012 spielte Staubkind im Vorprogramm der Lichter der Stadt Tour der Gruppe Unheilig. Im Herbst 2012 schloss sich eine eigenständige Tour durch Deutschland an. Außerdem spielte Staubkind im November mit klassischem Orchester im Gewandhaus Leipzig. Ende des Jahres 2012 erschien die dritte Single-Auskopplung Nur ein Tag / Unendlich sein, welche unter anderem drei Live-Aufnahmen des Auftritts in der Berliner Wuhlheide enthielt. Im August 2012 verließ Gitarrist Rico Meerheim die Band und wurde durch Martin Ukrasvan ersetzt. Im Frühjahr 2013 spielte Staubkind erneut als Vorgruppe für Unheilig auf der Fortsetzung der Lichter der Stadt Tour – Letzter Halt. Im April 2013 startete die Band eine Akustik-Tour. Hier wurde das Akustik-Livealbum Wo wir zu Hause sind aufgenommen, welches im August des gleichen Jahres veröffentlicht wurde und auf Platz 33 der Deutschen Albumcharts einstieg.

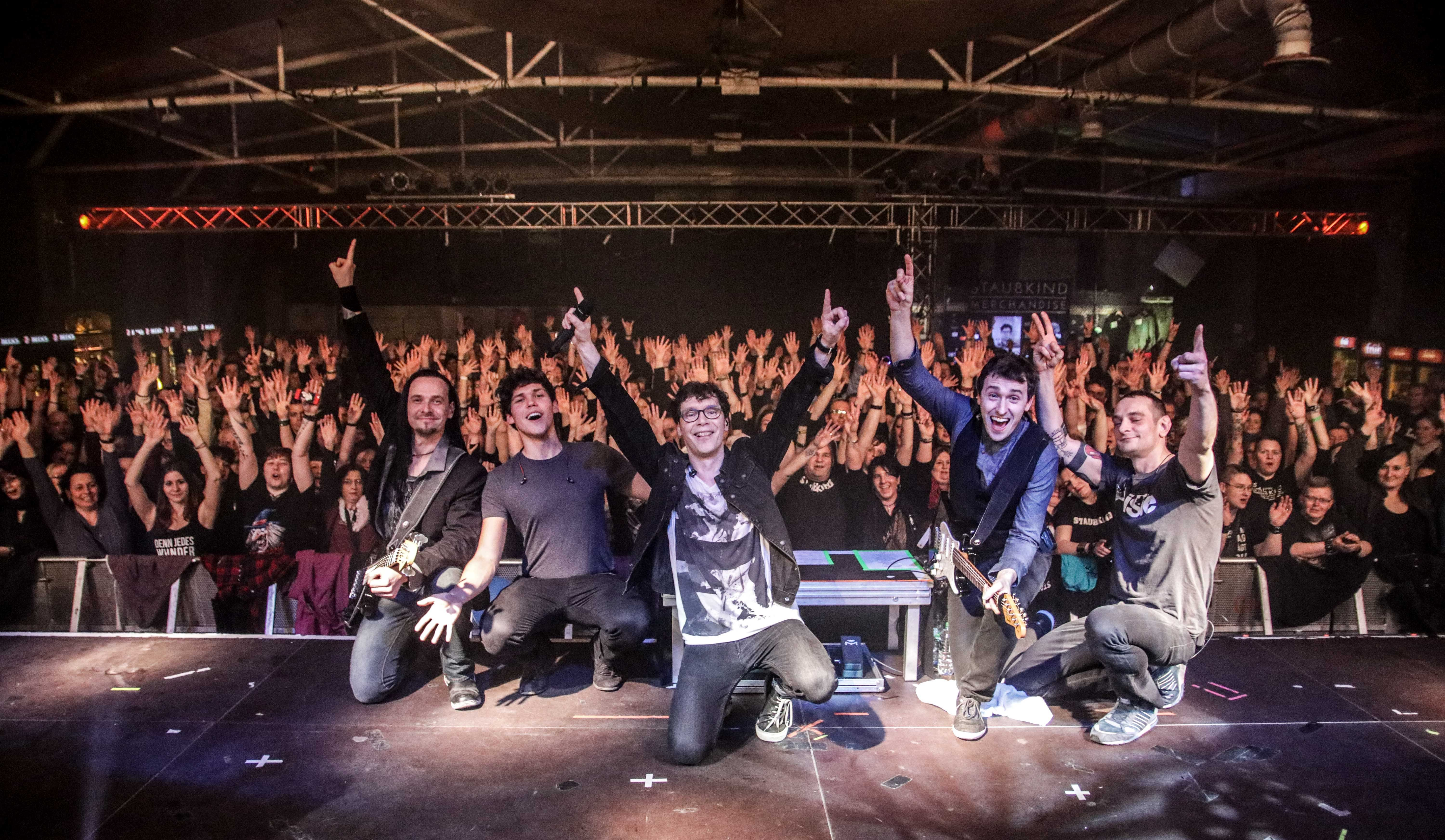
Staubkind 2017

Staubkind spielte im Sommer 2013 unter anderem auf dem MDR-Benefiz-Festival Gemeinsam gegen die Flut in Ferropolis, sowie erneut beim M’era Luna Festival. Im Frühjahr 2014 verließ Gitarrist Martin Ukrasvan die Band und wurde durch Dirk Lüthge ersetzt. Am 18. Juli 2014 erschien das vierte Album Alles was ich bin mit der digitalen Vorab-Single Wunder, zu welcher ebenfalls ein Musikvideo erschien. Das Album erreichte mit Platz acht den bisher höchsten Charteinstieg der Band in den Deutschen Albumcharts. Im Sommer 2014 unterstützte die Gruppe erneut Unheilig auf deren Alles hat seine Zeit – Tour. Anschließend folgte eine eigene Tournee und die zweite Single-Auskopplung Was für immer bleibt, sowie ein dazugehöriges Musikvideo. Im November 2014 trat die Band in der RTL-Serie Gute Zeiten, schlechte Zeiten auf. Im Frühjahr 2015 wurde die Tour Alles was ich bin fortgesetzt. Inzwischen hatte Dirk Lüthge die Band wieder verlassen und wurde von Daniel Lindenblatt als Gitarrist ersetzt. Im Sommer des Jahres spielte Staubkind auf der REWE-Family-Tour. Die Band startete im September ihre Konzertreihe Wo wir zu Hause sind und spielte in Akustik-Besetzung in Nürnberg, im Planetarium Jena und in der Christuskirche in Bochum.
Das Jahr 2016 begann, wie 2015 endete mit einem weiteren Akustikset im Heimathafen Berlin. Im April 2016 spielte Staubkind das erste Mal auf der Musikmesse Frankfurt. Im Sommer folgten dann Festivalauftritte beim Landesturnfest Niedersachsen, der Travemünder Woche, dem Wochenende an der Jade und weitere Supporttermine bei der letzten Tour der Band Unheilig. Den Jahresabschluss bildeten zwei Termine bei der MDR Jump Weihnachtsmarkttour und das Abschiedskonzert der Band Luxuslärm in Olpe.
Das Album An jedem einzelnen Tag erschien am 10. März 2017, diesem ging die Vorabsingle Das Beste kommt noch voraus. Es folgte eine Deutschland-Tour. 2019 gab Louis Manke  die Trennung von drei Bandmitgliedern bekannt.

## Stil
Das Frühwerk der Gruppe wird dem Dark Rock zugerechnet. Die ersten Veröffentlichungen der Gruppe wurden zumeist mit Genreinterpreten wie Zeraphine und den Dreadful Shadows verglichen. Mit dem Wechsel zu Out of Line änderte die Gruppe auch die musikalische Ausrichtung. Neueren Veröffentlichungen wurde eine, vermeintlich an Unheilig orientierte, Stilveränderung hin zum Pop-Rock, mit einer Tendenz zum modernen Schlager, attestiert.

## Diskografie
Alben
- 2004: Traumfänger (Fear Section)
- 2005: Traumfänger (Fear Section, Re-Release)
- 2007: Zu weit (Fear Section)
- 2012: Staubkind (Out of Line)
- 2013: Wo wir zu Hause sind: Akustik Tour – Live (Out of Line)
- 2014: Alles was ich bin (Out of Line)
- 2017: An jedem einzelnen Tag (Out of Line)
- 2018: Hinter meinen Träumen (Out of Line)
- 2023: Da ist immer noch mein Herz

Kompilationen
- 2012: Fang Dir Deine Träume (Out of Line)

EPs
- 2005: Ausgebrannt (Fear Section)

Singles
- 2004: Keine Sonne (Fear Section)
- 2012: Kannst du mich seh’n (Out of Line)
- 2012: So nah bei mir (Out of Line)
- 2012: Nur ein Tag / Unendlich sein (Out of Line)

Download-Singles
- 2014: Wunder (Out of Line)
- 2014: Was für immer bleibt (Out of Line)
- 2017: Das Beste kommt noch (Out of Line)
- 2018: Deine Zeit (Out of Line)